# 僕の歌は君の歌 (曲)
「僕の歌は君の歌」（ぼくのうたはきみのうた、原題：Your Song）は、イギリスのミュージシャンであるエルトン・ジョンの楽曲。作曲はエルトン・ジョン自身、作詞はバーニー・トーピン。
最初にリリースしたスリー・ドッグ・ナイトの後、1970年4月10日発売のアルバム『僕の歌は君の歌』に収録され、アメリカでは10月にシングル「パイロットにつれていって」のB面として発売された。しかし、ディスクジョッキーには「僕の歌は君の歌」の方がA面の「パイロットにつれていって」より好まれて取って代わられた結果、イギリスとアメリカのチャートでトップ10ヒットを記録した。
デモバージョンは、1990年に発売されたエルトン・ジョンのボックスセット・アルバム『トゥ・ビー・コンティニュード』に収録されている。この曲は複数のアーティストにカバーされており、エリー・ゴールディングによるカバーは全英シングルチャートで2位を記録している。

## 構成とインスピレーション
「僕の歌は君の歌」はフォークとジャズの融合である。レオン・ラッセルにインスピレーションされたエルトン・ジョンのピアノ演奏の上に、アコースティックギター、ポール・バックマスターによるストリングス、リズム・セクションが重なっている。
バーニー・トーピンによる歌詞は、ロマンチックな想いが表現されていて、自虐的な表現と芝居がかった表現を用い、オールミュージックでは「感動的で甘い」(effective and sweet) と批評されている。
この曲はエルトン・ジョンとバーニー・トーピンが一緒に暮らしていた頃に作り溜めしていたものの一部で、1969年10月27日に作曲されたものである。バーニーが朝食を採っている間、エルトンはバーニーが以前から作成していた歌詞に対してわずか10分間で作曲した。エルトンは「リヴィングに持っていって、ピアノに座って一読したんだ。美しい歌詞だったし、良すぎて台無しにしないようにしなければと思った。インスピレーションが凄く湧いて、一気に曲書き上げてバーニーを呼んだんだよ。二人とも聴いた時に気がついていたと思う、これは成功に向かって進んでいる確信があった」と回想している。以来、エルトンはコンサートでほとんど欠かさず演奏するほど気に入っており、バーニーもインタビューで「私はそれ以来すばらしいラブソングを書いていない」と言っている。
「僕の歌は君の歌」は、エルトン自身のその後の楽曲「幼き恋の日々」（1975年発売のアルバム『キャプテン・ファンタスティック』に収録）にインスピレーションを与えた。元の手書きの歌詞は、朝食の後の卵とコーヒーの汚れとともに、『キャプテン・ファンタスティック』の歌詞小冊子で見ることができる。

## 評価
「僕の歌は君の歌」は発表されて以来、批評家たちによって称賛されている。オールミュージックのビル・ジャノビッツは、「完璧に近い歌」と評している。ジョン・レノンは、「僕ら（ビートルズ）の出現以降、最初に起こった新しいこと」と述べた。ローリングストーンのジョン・メンデルゾーンは、「マッカートニーっぽいかわいらしいバラード」と表現した。2004年に発表された「ローリング・ストーンの選ぶオールタイム・グレイテスト・ソング500」では、136位にランクインしている。

## チャート・アクション
この曲はエルトン・ジョンの最初のポップ・ヒットで、Billboard Hot 100では最高8位まで上昇し、全英シングルチャートでは最高7位を記録した。2002年にチャリティで発表されたオペラ歌手アレッサンドロ・サフィーナとのデュエット・バージョンは、イギリスで最高4位を記録した。
日本のオリコンシングルチャートでは1970年当時は総合チャートの100位以内にチャートインしていないが、1992年11月11日に映画『エンジェル 僕の歌は君の歌』の主題歌としてシングルが再発（このときのカップリングは「グッバイ・イエロー・ブリック・ロード」）された際に、同チャート93位を記録し、1996年5月13日にはテレビドラマ『イグアナの娘』の主題歌として再発され（このときのカップリングは「イエス・イッツ・ミー」）、同チャート49位を記録した。

## チャート
| チャート（1971年）                                    | 最高位 |
| ----------------------------------------------------- | ------ |
| Dutch Top 40                                          | 10     |
| UK Singles Chart                                      | 7      |
| US Billboard Hot 100                                  | 8      |
| チャート（1992年）                                    | 最高位 |
| オリコンシングルチャート                              | 93     |
| チャート（1996年）                                    | 最高位 |
| オリコンシングルチャート                              | 49     |
| チャート（2002年）                                    | 最高位 |
| Canadian Singles Chart Version with Alessandro Safina | 8      |
| Dutch Single Top 100 Version with Alessandro Safina   | 88     |
| UK Singles Chart Version with Alessandro Safina       | 4      |
| チャート（2003年）                                    | 最高位 |
| US Hot Dance Club Play                                | 5      |
| チャート（2007年）                                    | 最高位 |
| Norwegian Singles Chart                               | 10     |

## タイアップ
- 日産・マーチ コマーシャルソング（1988年）[15]
- 映画『エンジェル 僕の歌は君の歌』主題歌（1992年）
- テレビ朝日系テレビドラマ『イグアナの娘』主題歌（1996年）
- ニッポン放送ラジオ番組『片桐麻美のオールナイトニッポン』オープニングテーマ曲（1988年1月 - 1989年5月）
- ニッポン放送ラジオ番組『山田邦子ワンダフルモーニング』エンディングテーマ曲（2001年4月 - 2002年9月）

## パフォーマンスとカバー
エルトン・ジョンは2007年7月1日の「コンサート・フォー・ダイアナ」で、この曲を演奏した。2010年1月31日には第52回グラミー賞で、エルトンとレディー・ガガが「僕の歌は君の歌」とガガの「スピーチレス」をメドレーで演奏した。
その他のアーティストによる主なカバーを以下に記述する。
- スリー・ドッグ・ナイト - 1970年の『It Ain't Easy』に収録。
- シャーリー・スコット - 1971年の『Mystical Lady』に収録。
- ザ・ニュー・シーカーズ - 1971年の『Beautiful People』に収録。
- ボビー・ゴールズボロ - 1971年の『Come Back Home』に収録。
- レナ・ホーン - 1971年の『Nature's Baby』に収録。
- ビリー・ポール - 1972年の『360 Degrees of Billy Paul』に収録。
- ジローズ - 1972年の『ジローズさよならコンサート』に収録。
- アル・ジャロウ - 1976年の『Glow』に収録。
- シシー・ヒューストン - 1977年の『Cissy Houston』に収録。
- ロッド・スチュワート - 1991年の『Two Rooms: Celebrating the Songs of Elton John & Bernie Taupin』に収録。
- ユアン・マクレガー - 2001年の映画『ムーラン・ルージュ』で演奏。
- ザ・ストリーツ - 2007年の『Radio 1 Established 1967』に収録。
- ジョン・バロウマン - 2007年のアルバム『Another Side』に、マイリーン・クラスのピアノ演奏でのライヴが収録。
- デイヴィッド・ベノワ - 2008年の『Heroes』に収録[17][18]。
- ティナ・アリーナ - 2008年の『Songs of Love & Loss 2』に収録。
- ハリー・コニック・ジュニア - 2009年の『Your Songs』に収録。
- エリー・ゴールディング - 2010年の『Bright Lights』に収録。詳細は、下項参照。
- ウィル・マーティン - 2010年の『Inspirations』に収録。
- ガガガSP - 2002年3月に、ボーカルのコザック前田が、歌詞を和訳した「僕の歌は君の歌なのさ」として披露。
- Mr.Children - 2010年に行われた、ファンクラブ限定ライブ「Split The Difference」でカバーした。なお、CD音源として同名の映像作品にて音源化されている。
- 西野カナ - 2012年に放送された音楽番組『僕らの音楽 Our Music』に出演した際に披露。
- ダニー・オズモンド - 2014年の『The Soundtrack of My Life』に収録。
- レディー・ガガ - 2018年のカバーアルバム『ユア・ソング～エルトン・ジョン ベスト・ヒッツ・カヴァー』に収録[19]。Japan Hot 100で27位を記録した[20]

## エリー・ゴールディングによるカバー
イギリスのアーティストであるエリー・ゴールディングはデビューアルバムの再リリース盤に追加するため、「僕の歌は君の歌」（原題：Your Song）のカバーを録音した。アルバムは『Bright Lights』と改名された。「Your Song」はアルバムのリードシングルとして、2010年11月12日にイギリスでデジタル・シングルとして発売された。プロデュースはマムフォード＆サンズのベン・ラヴェットで、シングルは2010年11月20日に全英シングルチャートで39位にチャートインした。翌週には3位へ上昇し、3週目でピークとなる2位を記録した。この曲は百貨店のジョン・ルイスのテレビ・コマーシャルで使用された。
2011年4月29日、エリー・ゴールディングはバッキンガム宮殿で行われたウィリアム王子とキャサリンの結婚式でこの曲を演奏し、王子夫妻にとって最初のダンスの場を提供した。2011年5月7日には、『サタデー・ナイト・ライブ』でこの曲を演奏した。

### 評価
デジタル・スパイのニック・レヴィンはこの曲について5点満点中4点をつけ、「彼女の美しくはためくボーカルを少しのピアノとストリングスで包み込み、最後にわずかなハーモニーを付け加えるだけで、バーニー・トーピンの書く歌詞の優しさと、エルトン・ジョンの作る最高のメロディーの完璧な魅力を引き立たせている。結果としては、静かでささやかな勝利だったが、そうだとしても勝利している」とコメントした。スピン誌のキャリン・ガンツは、彼女のカバーバージョンを「ガガのグラミー賞バージョンには無かったすべてのもの—優しくて感傷的なギフト」と表現した。オールミュージックのジョン・オブライエンは『Bright Lights』のレビューの中で、このトラックについて「冒険的な残りの他のトラックと比べると、一緒に収録されているのが不適当に聴こえる」とコメントした。uDiscoverMusicは2010年代の音楽を振り返る記事の中で、「"Your Song"をあれほど心のこもった素朴なサウンドに仕上げられるのは、エルトン・ジョン以外にはいないと思うだろう。しかしエリー・ゴールディングがこれをやってのけ、エルトン同様に、同曲で世界的ブレイクを果たした」とコメントした。

### ミュージック・ビデオ
ベン・コーランとマックス・ナイトによって制作されたミュージックビデオは、2010年11月14日にYouTubeで最初に公開された。スーパー8のホームビデオ風の映像で、エリー・ゴールディングが友人との日常生活を表している。ゴールディングの出身地であるヘレフォードの風景は、ヘレフォード駅とともにビデオを通して見ることができる。

### チャート
| チャート（2010/2011/2013年）       | 最高位 |
| ---------------------------------- | ------ |
| デンマーク・シングルチャート       | 22     |
| アイルランド・シングルチャート     | 5      |
| スウェーデン・シングルチャート     | 25     |
| スイス・シングルチャート           | 56     |
| 全英シングルチャート               | 2      |
| スコットランド・シングルチャート   | 2      |
| オーストリア・シングルチャート     | 4      |
| ヨーロッパ・デジタルソングセールス | 2      |

| チャート（2010年）   | 順位 |
| -------------------- | ---- |
| 全英シングルチャート | 21   |